# جوزيف فورمان (عداء سريع)
جوزيف فورمان هو عداء سريع كندي، ولد في 19 مايو 1935 في تورونتو في كندا.

## روابط خارجية
- جوزيف فورمان على موقع أوليمبيديا (الإنجليزية)
- جوزيف فورمان على موقع اتحاد ألعاب الكومنولث (مؤرشف) (الإنجليزية)